# Карамахмудлу
Карамахмудлу (азерб. Qaramahmudlu) — село в Кюрдамирском районе Азербайджана, к югу от города Кюрдамир.

## Топонимика
В «Списке населённых мест Российской империи» село названо Кышлаг-Бахшы.

## География
Село расположено на Ширванской равнине, на левом берегу реки Куры. Автодорога связывает его с сёлами Арабхана на северо-востоке и Шушун на юго-западе.

## Экономика
Основными занятиями населения являются сельское хозяйство, скотоводство и животноводство.